# Клаус Гемпель
Клаус Гемпель (нім. Claus Hempel; 16 березня 1883, Кеслін — 8 лютого 1952, Білефельд) — німецький офіцер, генерал-майор люфтваффе.

## Біографія
16 вересня 1901 року вступив у 170-й піхотний полк. 7 червня 1913 року перейшов у авіацію. Учасник Першої світової війни. 4 вересня 1917 року взятий в полон британськими військами. 27 листопада 1919 року звільнений, повернувся в Німеччину і продовжив службу в рейхсвері. 31 січня 1925 року вийшов у відставку.
З 17 лютого 1925 року — керівний співробітник фірми Юнкерса. З 1 листопада 1926 року — співробітник Люфтганзи. З 29 січня 1927 року — учасник експедиції Свена Гедіна в Китай.
З 13 березня 1931 року — цивільний службовець 2-го батальйону 1-го піхотного полку. 1 жовтня 1933 року поступив на службу в люфтваффе, співробітник Імперського міністерства авіації. З 15 червня 1934 року — керівник авіаційного управління Штеттіна, з 1 лютого 1936 року — Магдебурга. З 15 червня 1936 року — офіцер штабу Інспекції поповнення особового складу в Мюнстері. З 1 січня 1942 року — командир військового округу Гельзенкірхена. 31 жовтня 1943 року відправлений у відставку. Загинув внаслідок нещасного випадку.

## Звання
- Фанен-юнкер (16 вересня 1901)
- Фенріх (22 квітня 1902)
- Лейтенант (27 січня 1903)
- Обер-лейтенант (27 січня 1912)
- Гауптман (8 листопада 1914)
- Майор запасу (31 січня 1925)
- Майор (1 жовтня 1933)
- Оберст-лейтенант (1 квітня 1935)
- Оберст (1 лютого 1939)
- Генерал-майор (1 лютого 1943)

## Нагороди
- Залізний хрест 2-го і 1-го класу
- Нагрудний знак військового пілота (Пруссія)
- Королівський орден дому Гогенцоллернів, лицарський хрест з мечами
- Почесний хрест ветерана війни з мечами
- Медаль «За вислугу років у Вермахті» 4-го, 3-го, 2-го і 1-го класу (25 років)
- Хрест Воєнних заслуг 2-го і 1-го класу з мечами